# Ewa (operetka)
Ewa (oryg. niem. Eva, das Fabrikmädel) – operetka Franza Lehára z librettem Alfreda Marii Willnera i Roberta Bodanzky’ego. Premiera miała miejsce 24 listopada 1911 roku w Theater an der Wien w Wiedniu.

## Historia powstania utworu
Willner i Bodanzky szukając tematu do nowego libretta doszli do wniosku, że publiczność powinna zainteresować tematyka socjalna. Prasa domagała się w tym czasie, by teatr i operetka pokazywały prawdziwe życie, w którym ludzie mają problemy z drożyzną i brakiem dachu nad głową. Libreciści sięgnęli więc po starą sztukę Ernsta von Wildenbrucha Die Haubenlerche. Po Wiedniu rozeszła się pogłoska, że Lehár pisze "operetkę socjalną", której bohaterami są robotnicy, a której ostrze wymierzone jest w fabrykantów. Dyrektor Theater an der Wien Karczag, zaniepokojony, że taka reklama może mu całkowicie zepsuć frekwencję, prostował, że operetka nie ma nic wspólnego, ani z socjalizmem, ani kwestiami socjalnymi, że robotnicy bronią tylko dziewczyny, którą próbuje uwieść młody fabrykant.

## Treść
Tytułowa bohaterka Ewa jest sierotą, którą opiekują się wszyscy robotnicy w fabryce, w której pracuje, uważając ją za "dziecko fabryki". Ewa podoba się synowi fabrykanta, słynącemu z miłosnych przygód, gdy więc zaprasza ją do swoich apartamentów, a naiwna dziewczyna godzi się tam iść, w jej obronie stają robotnicy z fabryki. Młody fabrykant pojmuje wtedy, że kocha Ewę i zamiast kolacji proponuje jej ślub.

## Losy sceniczne
Premiera w Theater na der Wien 24 listopada 1911 roku z Mizzi Günther i Louisem Treumannem wypadłaby pewnie lepiej, gdyby nie to, że dwa miesiące wcześniej Wiedeń był widownią krwawych rozruchów robotniczych spowodowanych rosnącymi cenami, byli zabici i ranni. W tym kontekście Ewa wydawała się nietaktowna i niesmaczna wobec problemu, który poruszała, zbyt dramatycznym, by wyśpiewywać o nim walczyki i polki. Prasa narzekała z jednej strony, że sceneria jest zbyt poważna i ponura jak na operetkę, z drugiej, że zbyt lekko i powierzchownie poruszono kwestie zasługujące poważniejsze potraktowanie. I chociaż muzykę na ogół chwalono, szczególnie piękny walc Ewy Marzenie o szczęściu i marsz Paryski bruk, była przeciw utworowi.
Publiczność zdezorientowana i zaciekawiona jednocześnie tłumnie przychodziła do teatru. Nie był to sukces na miarę dwóch poprzednich operetek, grano jednak Ewę w większości miast europejskich (również w Warszawie), dotarła również do Stanów Zjednoczonych.